# Affaire Delphine Jubillar
Le texte peut changer fréquemment, n’est peut-être pas à jour et peut manquer de recul. 
Le titre et la description de l'acte concerné reposent sur la qualification juridique retenue lors de la rédaction de l'article et peuvent évoluer en même temps que celle-ci.
L'affaire Delphine Jubillar est une affaire criminelle qui débute par la disparition dans la nuit du mardi 15 au mercredi 16 décembre 2020 de cette mère de famille habitant Cagnac-les-Mines dans le Tarn.
D'après son époux, elle aurait quitté le domicile familial entre 23 h et 4 h du matin vêtue d'une doudoune blanche, n'emportant que son téléphone portable.
L'instruction judiciaire sur cette affaire s'avère difficile, d'autant que le sensationnalisme affecte les enquêtes journalistiques de terrain.

## Biographie
Delphine Aussaguel, épouse Jubillar, est infirmière. Elle travaille de nuit à la clinique Claude-Bernard d'Albi. Née le 15 novembre 1987 à Gaillac (81), elle est âgée de 33 ans en décembre 2020 et est mariée depuis juillet 2013 à Cédric Jubillar, autoentrepreneur exerçant le métier de peintre-plaquiste. Le couple a deux enfants, un garçon et une fille, âgés de 6 ans et 18 mois au moment de la disparition de leur mère.
À l'été 2020, Delphine Jubillar fait part de son désir de divorcer. D'après son avocate, ce divorce paraissait s'effectuer d'un commun accord.

## Faits et enquête
Le 16 décembre 2020 au matin, Cédric Jubillar appelle la gendarmerie pour signaler la disparition de sa femme. Vers 4 h du matin, il avait envoyé à une proche de Delphine un message : « Dis à Delphine de rentrer ». Son interlocutrice lui avait répondu : « Non, Delphine n’est pas avec moi ». Les premières recherches des gendarmes mobilisent de nombreux moyens (chiens, drone, hélicoptères) et effectifs (50 gendarmes réservistes).
Le mercredi 23 décembre, près d'un millier de personnes, dont Cédric Jubillar, ratissent le terrain accidenté de la commune afin de retrouver Delphine Jubillar. Quelques objets (téléphone, couteau, vêtements) sont découverts. Le même jour, une information judiciaire est ouverte pour enlèvement et séquestration et le dossier est confié à deux juges d'instruction du tribunal de Toulouse.
Le lendemain, la maison du couple est fouillée par les enquêteurs. Elle l'est à nouveau, plus longuement, le 6 janvier 2021, notamment par des spécialistes de l'institut de recherche criminelle de la Gendarmerie nationale.

### Téléphone et Facebook
Le téléphone de Delphine Jubillar disparaît avec elle. Il cesse d'émettre le matin du 16 décembre dans un rayon de deux kilomètres autour du domicile. Son téléphone sonne pour la dernière fois à 22 h 55 (puis passera sur messagerie à 7 h 48) ; il déclenche alors un relais proche du domicile mais qui n’est pas le relais auquel il borne habituellement lorsque Delphine est chez elle. La lampe torche du téléphone de Delphine n’a jamais été allumée ce soir là, alors que la rue n’était pas éclairée, qu’il faisait nuit noire et que la jeune femme a disparu sans son véhicule. Pourtant, le 13 janvier 2021, un message vide est posté depuis son compte Facebook (dont elle est a priori la seule à détenir les codes). Trois hypothèses sont avancées : celui d'un bogue de l'application, un piratage ou encore un dysfonctionnement résultant des investigations des enquêteurs sur le matériel informatique de la disparue. L'hypothèse du piratage aurait été privilégiée par les gendarmes.
Le 9 février, le téléphone semble se réactiver (plus précisément l'application Messenger) sans que là encore une explication unique puisse être avancée.
Lors de la conférence de presse du 18 juin 2021, il est précisé par le procureur que ces réactivations seraient une conséquence technique des recherches informatiques des enquêteurs, ce qui leur a été confirmé par Samsung.
Le 28 janvier 2022, les gendarmes en charge de l’enquête disposent désormais d’une grande partie de l’historique des géolocalisations du téléphone de son mari grâce à une réquisition auprès de Google.

### Les différentes pistes
Delphine Jubillar correspondait sur les réseaux sociaux avec un homme. Entendu par les gendarmes, il est mis hors de cause, son ex-compagne confirmant qu'il était bien à son domicile près de Montauban la nuit de la disparition de Delphine Jubillar. Cet homme, surnommé dans la presse « le confident de Montauban » affirme en juin 2021 que Delphine Jubillar et lui projetaient de s'installer ensemble et que la nuit de sa disparition peu avant 23 h, elle lui avait envoyé une photographie d'elle « en tenue de nuit, douchée et prête à aller se coucher », tenue qui sera retrouvée lors de la première perquisition dans le bac à linge sale. Des bouts de papier écrits par l'infirmière confirment qu'elle souhaitait quitter le domicile conjugal et elle préparait activement son départ. Elle avait prévu de s'installer à Albi avec son amant qu'elle surnommait « petit kiki » en raison de ses performances sexuelles. Delphine lui avait demandé « d'être plus performant la prochaine fois. »
Un autre homme, dont le comportement envers Delphine Jubillar est qualifié de « pressant » ou d'« insistant » par un témoin (ce que ne corroborent pas les dires d'un autre témoin), est entendu par les enquêteurs. Il avait déjà été condamné le 2 novembre 2020 dans une affaire liée (accidentellement) à la voiture du couple Jubillar. Il nie toute implication et les gendarmes ne semblent pas disposer d'éléments le reliant à l'affaire.
Les voisins signalent la présence d'un camping-car garé à proximité du domicile de Delphine Jubillar dans les jours précédant sa disparition. Retrouvé et entendu par les enquêteurs, le propriétaire du véhicule est mis hors de cause.
Le 5 octobre 2021, des gendarmes spécialistes en spéléologie interviennent à Cagnac-Les-Mines afin de poursuivre les recherches. Les amies de la disparue continuent elles-mêmes à organiser des battues à la recherche d’indices. Ces recherches sont rendues difficiles par la topographie vallonnée et le passé minier de la région. Cependant, selon des habitants, la plupart des puits auraient été recensés et rebouchés depuis longtemps.
En décembre 2021, les enquêteurs explorent une nouvelle piste : Cathy (nom d'emprunt), épouse de l'amant de Delphine Jubillar (le « confident de Montauban », qui utilise également le nom d'emprunt « Jean » dans la presse), a intercepté un SMS de son mari envoyé à Delphine Jubillar quelques jours avant sa dispartion. Ayant demandé des comptes à son époux, elle contacte Delphine Jubillar et converse avec elle. D'après Cathy, les deux femmes concluent un pacte : Delphine Jubillar attendra la séparation de Cathy et de son mari au mois de janvier 2021 pour poursuivre sa liaison avec son amant. Le soir du 15, Delphine Jubillar aurait brisé le pacte, envoyant une photo d'elle en combishort. Et la veille de la disparition de Delphine Jubillar, Cathy passe 145 appels à un numéro inconnu. Jean et Cathy sont ultérieurement mis hors de cause par l'enquête.
Le 17 janvier 2022, des fouilles sont entreprises dans une ferme, incendiée en avril 2021, située dans le lieu-dit Drignac de Cagnac-les-Mines. En effet, selon un codétenu de Cédric Jubillar, ce dernier lui a affirmé avoir tué son épouse avec un couteau et enterré son corps à cet endroit. Le codétenu affirme également que Cédric Jubillar a informé sa nouvelle compagne du meurtre,.
Dans l'émission L'Heure du crime du lundi 24 janvier 2022, le témoignage d'une voisine indique que Cédric Jubillar aurait été aperçu « en direction du terrain de boules, et aurait baissé la tête en l'apercevant » le soir de la disparition de sa conjointe.
Le 13 décembre 2022, une reconstitution est organisée à Cagnac-les-Mines pour tenter de résoudre les zones d’ombre qui persistent dans cette enquête.

## Volet judiciaire
Au moins trois demandes de parties civiles sont déposées dans cette affaire : celle de Cédric Jubillar, celle des frères et de la sœur de Delphine et celle d'amies proches et cousines de la disparue. La justice rejette cette dernière demande, ce dont leur avocat fait appel. Le 18 novembre 2021, la chambre d'instruction accepte la constitution de partie civile de la cousine de Delphine mais rejette celle de ses amies.

### Mise en cause de Cédric Jubillar
Le 16 juin 2021, Cédric Jubillar, l'époux de Delphine Jubillar, sa mère ainsi que son beau-père sont placés en garde à vue par les gendarmes. Le 18 juin 2021, Cédric Jubillar est mis en examen pour meurtre aggravé, les juges d'instruction ayant conclu que trop d'éléments pesaient contre lui. Il est placé sous mandat de dépôt.
À la suite de cette mise en examen, le procureur de la République de Toulouse apporte quelques éléments durant une conférence de presse.
Vers 23 h le 15 décembre 2020, les cris d’une femme, supposément de la victime, auraient été entendus par deux témoins (deux voisines du couple), ce qui corrobore le témoignage de l’aîné de la famille, âgé de 6 ans, qui évoque lors d'un second interrogatoire une violente dispute entre ses parents ce même soir, dispute qu'il n'a pas évoquée lors de sa première audition.
Les enquêteurs révèlent que la voiture de Delphine a été déplacée dans la nuit, puisque garée à l’inverse du sens dans lequel Delphine Jubillar la garait habituellement, et il y avait également de la condensation à l’intérieur du véhicule ce qui, selon un expert, indique une présence humaine[réf. nécessaire] récente (à l’arrivée des gendarmes les clés de la voiture se trouvent dans le sac à main de Delphine, dans la maison).
Les gendarmes s’interrogent également à propos du comportement adopté par Cédric Jubillar quelques minutes après la découverte de la disparition. Une première analyse du podomètre de son téléphone indique qu’il n’effectue qu’une quarantaine de pas entre le moment où il dit s’être aperçu de l’absence de Delphine et l’arrivée des gendarmes. Lors d’une rapide recherche dans et autour de la maison avec les gendarmes, il en effectue alors 380 ; il expliquera qu’il n’a pas voulu la chercher à l’extérieur pour ne pas déranger les voisins. Une analyse ultérieure plus détaillée du podomètre révèle qu'il a en réalité effectué plus qu'une quarantaine de pas (au moins 300) avant l'arrivée des gendarmes.
D'après le procureur de la République, lorsque les gendarmes arrivent à 4 h 50 du matin, le lave-linge est en fonctionnement : il contient la couette avec laquelle dormait la disparue, alors que l'état de l'habitation était négligé. Cette déclaration du procureur est par la suite infirmée par une photographie versée au dossier : elle a été prise l'après-midi du 16 décembre par les gendarmes et montre la couette sur le canapé-lit où dormait Delphine Jubillar. Par ailleurs l'analyse de l'eau de la machine à laver ne révèle pas de trace de sang.
Les enquêteurs s’interrogent sur l'empressement de Cédric Jubillar à contacter la gendarmerie seulement une quinzaine de minutes après son réveil. Il tente de joindre sa conjointe 180 fois jusqu’à 10 h le matin de sa disparition, puis deux fois le lendemain matin (17 décembre), puis plus aucun appel ne sera effectué.
Par ailleurs, les enquêteurs sont surpris de la rapidité avec laquelle Cédric Jubillar fait le deuil de son épouse, ce qui laisse supposer qu'il sait exactement ce qui lui est arrivé. Les propos incohérents et changeants de Cédric Jubillar conduisent les enquêteurs à s’interroger sur la fiabilité de ses explications sur le déroulement de la soirée, qui semble contredite par les éléments en leur possession.
Le 22 juin 2021, le logement du couple est à nouveau perquisitionné en présence de Cédric Jubillar. Une clé USB ainsi que des cartes mémoire de téléphones sont alors trouvées.
Les enfants du couple sont placés chez la sœur de Delphine.
Vendredi 15 octobre 2021, soit dix mois après la disparition de Delphine Jubillar, son conjoint est entendu au palais de justice de Toulouse par les deux magistrates qui l’ont mis en examen pour meurtre en juin. L’audition dure quatre heures et d’après ses avocats, Cédric Jubillar y clame son innocence. Une autre audition est programmée le 3 décembre. Les avocats dénoncent la vacuité du dossier et annoncent qu'ils vont déposer une nouvelle demande de mise en liberté.
Le 22 novembre 2021, la cour d'appel de Toulouse refuse la nouvelle demande de remise en liberté de Cédric Jubillar.
Le 15 décembre 2021, un an après les faits, la nouvelle compagne de Cédric Jubillar est placée en garde à vue. Son domicile avait été fouillé par les gendarmes au mois de juin 2021, sans suite. Elle ressort libre après 35 heures à la gendarmerie et sans qu'aucune charge soit retenue contre elle.
Le 21 novembre 2023, le parquet général annonce que Cédric Jubillar est renvoyé devant les assises pour le meurtre de son épouse Delphine, portée disparue depuis le 16 décembre 2020. Dans son réquisitoire, le parquet général écrivait début novembre, que « les charges étaient suffisantes à l’encontre de Cédric Jubillar ».
Le procès de Cédric Jubillar devrait se tenir en septembre et octobre 2025. Le mardi 5 novembre 2024, à l'occasion d'une réunion préparatoire organisée par la cour d'appel de Toulouse avec les avocats de la défense et des parties civiles, il a été envisagé que le procès se tienne vers la fin septembre pour une durée de quatre à cinq semaines. Potentiellement, du « 22 septembre au 10 octobre 2025 », selon Philippe Pressecq, avocat d'une cousine de Delphine Jubillar. Les avocats de l'accusé espèrent obtenir la libération conditionnelle de leur client (détenu depuis trois ans et cinq mois au moment de cette réunion) d'ici au procès.
Le 10 juillet 2025, une ex-compagne de Cédric Jubillar affirme qu'il lui aurait avoué le meurtre de son épouse, ainsi que la localisation du corps de cette dernière. Elle cite « je l'ai déjà fait une fois (tuer), je peux le faire deux fois. Si tu ne me trompes pas tu n'as rien a craindre ». Le 21 juillet 2025, la présidente de la cours d'assise du Tarn demande à la gendarmerie l'audition de cette femme.

## Résonance médiatique et engouement public
Depuis l'ouverture de l'instruction mi-décembre 2020, la résonance de l'affaire Delphine Jubillar s'amplifie. À mesure que le mystère s'épaissit, les médias multiplient les publications exposant divers aspects du sujet. Le sensationnalisme le dispute aux enquêtes journalistiques de terrain.
Comme pour les affaires Grégory et Dupont de Ligonnès, l'intérêt pour ce fait divers devient national,. Sur le web, des internautes, toujours plus nombreux, se mobilisent pour mener l'enquête parallèlement aux journalistes et aux gendarmes,. Dans plusieurs groupes Facebook, des détectives amateurs cherchent et diffusent des informations, émettent des hypothèses, échafaudent des théories, tentent d'élucider des zones d'ombre qu'ils croient déceler et désignent un coupable. Fin juin 2021, deux de ces groupes rassemblent respectivement 8 000 et 4 500 membres,,.

### Comparaisons avec l'affaire Daval
Notamment sur les réseaux sociaux, le cas de Delphine Jubillar fait l'objet de comparaisons avec l'affaire Daval. Dans cette affaire de meurtre sur conjoint, jugée à la cour d'assises de la Haute-Saône à Vesoul quelques semaines avant la disparition de Delphine Jubillar, le mari avait signalé la disparition de son épouse et participé aux recherches, avant d'avouer le meurtre.
Ce parallèle est dénoncé par l'avocat de Cédric Jubillar ; le conjoint de la disparue, contrairement à Jonathan Daval, ne fait aucune déclaration aux journalistes.

### Analyse et critiques
Selon Michel Mary, journaliste au Nouveau Détective et expert en faits divers, l'engouement médiatique et public s'explique par l'accentuation au fil du temps du caractère énigmatique de l'affaire, les incohérences apparues dans les faits rapportés par les médias, l'identification possible d'une partie du grand public au couple Jubillar et l'attention récente portée par la société française sur les crimes conjugaux. Selon l'anthropologue Lucie Jouvet-Legrand de l'université de Franche-Comté, les affaires non élucidées sont autant d'occasions de créer du lien social via les moyens de communications numériques modernes. Le psychanalyste Patrick Avrane décrit les médias sociaux comme des « bistros élargis », où chacun peut élaborer le récit qui lui convient.
Des avocats chargés du dossier et des membres de la famille Jubillar déplorent, dans les médias et sur le web, une influence néfaste des enquêteurs amateurs sur le déroulement de l'affaire et les personnes impliquées. Bien que circonspects, les gendarmes qui mènent les investigations surveillent les informations circulant en ligne.
Pour Michel Moatti, sociologue des médias, la médiation numérique ajoute l'interactivité au frisson que procure la lecture des faits divers rapportés par les diffuseurs de contenus d’actualité. Des internautes se prennent pour des contributeurs au développement de l'enquête. Ils s'improvisent experts, journalistes et enquêteurs, et, en promouvant leurs propres analyses des faits, prétendent faire mieux que les professionnels. Mais leur activité numérique relève davantage du jeu de rôle, du Cluedo ou du jeu vidéo. Le sociologue dénonce un « parasitage » de l'expertise journalistique et policière véritable, susceptible de produire des fausses informations et des théories complotistes et de déboucher sur la mise en accusation publique de faux coupables.

### Émissions radiophoniques
- "Delphine Jubillar un féminicide sans corps" dans Affaires sensibles sur France Inter.
- « L'énigme Delphine Jubillar » série de 4 épisodes, diffusés du 3 au 24 février 2022 dans Home(icides) de Caroline Nogueras sur Bababam.
- « L’affaire Delphine Jubillar : Rumeurs, soupçons et révélations » diffusé le 20 octobre 2021 dans Chroniques criminelles sur TF1.
- Les voix du crime diffusée sur RTL revient en plusieurs épisodes sur l'affaire.